# From The New World
Albums de Alan Parsons
The Secret
(2019)
From The New World est le titre du cinquième album solo d'Alan Parsons. Il revisite la Symphonie du Nouveau Monde d’Antonín Dvořák.

## Contenu de l'album
| Face A    | Face A           | Face A                                           | Face A                    | Face A | Face A | Face A | Face A | Face A | Face A |
| No        | Titre            | Auteur                                           | Chant                     | Durée  |        |        |        |        |        |
| --------- | ---------------- | ------------------------------------------------ | ------------------------- | ------ | ------ | ------ | ------ | ------ | ------ |
| 1.        | Fare Thee Well   | Todd Cooper, Doug Powell, Alan Parsons           | Todd Cooper               | 4:33   |        |        |        |        |        |
| 2.        | The Secret       | Mark Mikel, Guy Erez, Jeff Kollman, Alan Parsons | Mark Mikel                | 4:13   |        |        |        |        |        |
| 3.        | Uroboros         | Todd Cooper, Doug Powell, Alan Parsons           | Tommy Shaw                | 4:5    |        |        |        |        |        |
| 4.        | Don’t Fade Now   | Guy Erez, Andy Ellis, Alan Parsons               | Alan Parsons, P.J. Olsson | 4:12   |        |        |        |        |        |
| 5.        | Give ’Em My Love | James Durbin, Julian Colbeck, Alan Parsons       | Joe Bonamassa             | 3:17   |        |        |        |        |        |
| 6.        | Obstacles        | Mark Mikel, Jeff Kollman, Alan Parsons           | Mark Mikel                | 3:32   |        |        |        |        |        |
| 23 min 52 |                  |                                                  |                           |        |        |        |        |        |        |

| Face B    | Face B                | Face B                                    | Face B                   | Face B | Face B | Face B | Face B | Face B | Face B |
| No        | Titre                 | Auteur                                    | Chant                    | Durée  |        |        |        |        |        |
| --------- | --------------------- | ----------------------------------------- | ------------------------ | ------ | ------ | ------ | ------ | ------ | ------ |
| 1.        | I Won’t Be Led Astray | David Minasian, Kim Bullard, Alan Parsons | David Pack               | 4:36   |        |        |        |        |        |
| 2.        | You Are The Light     | Dan Tracey, Keith Howland, Alan Parsons   | Alan Parsons, Dan Tracey | 4:22   |        |        |        |        |        |
| 3.        | Halos                 | P.J. Olsson, Dan Tracey, Alan Parsons     | P.J. Olsson              | 4:14   |        |        |        |        |        |
| 4.        | Goin’ Home            | Antonin Dvořák, William Arms Fischer      | Alan Parsons             | 4:45   |        |        |        |        |        |
| 5.        | Be My Baby            | Ellie Greenwich, Jeff Barry, Phil Spector | Tabitha Fair             | 2:42   |        |        |        |        |        |
| 20 min 39 |                       |                                           |                          |        |        |        |        |        |        |

## Musiciens
- Alan Parsons : chant, chœurs
- Tommy Shaw : chant, chœurs
- Doug Powell : chant, chœurs, claviers, guitare
- Tim Pierce : guitare électrique
- Jeff Kollman : guitare électrique
- Jeff Marshall : guitare électrique
- James Durbin : chant, guitare électrique
- Dan Tracey : guitare électrique, chant, chœurs
- Joe Bonamassa : chant, chœurs, guitare solo
- Guy Erez : basse
- P.J. Olsson : chant, chœurs, claviers, programmation, basse
- Mika Larson : violoncelle
- Kim Bullard : claviers
- Matt McCarrin : claviers
- Tom Brooks : claviers
- Andy Ellis : claviers
- Todd Cooper : chant, saxophone, chœurs
- Mark Mikel : chant, Swarmandel, chœurs
- Danny Thompson : batterie, percussions
- Scott Hunt : chœurs
- David Pack : chant
- Tabitha Fair : chant
- Chris Shutters : chœurs

## Technique
- Ingénieurs du son : Alan Parsons, Noah Bruskin
- Lieu d’enregistrement : Parsonics, Santa Barbara (Californie)
- Ingénieurs additionnels :
  - P.J. Olsson (Rebel Remi Studio)
  - Matthew Mikel (Exit Way Out Studio)
  - Austin Brown (Blackbird Studios)
  - Nick “Ace” Lutz (Voice Box Digital)
  - Jeremy Hartshorn et Kevin Penner (Bangwagon Studio)
  - Russell Wiener (Hi Wheel Studio)
- Réalisation : Dave Donnelly, DNA Mastering
- Production : Trinity Houston